# Artocarpus tamaran
Artocarpus tamaran är en mullbärsväxtart som beskrevs av Odoardo Beccari. Artocarpus tamaran ingår i släktet Artocarpus och familjen mullbärsväxter. Inga underarter finns listade i Catalogue of Life.